# Сьерра-Кармен
Сьерра-Кармен (исп. Sierra del Carmen), также Сьерра-Мадерас-Кармен (исп. Sierra Maderas del Carmen), — гора, расположенная в штате Коауила, Мексика.
Сьерра-Кармен начинается у реки Рио-Гранде в Национальном парке Биг-Бенд и простирается на юго-восток примерно на 72 километра, достигая максимальной высоты 2720 метров. Часть Сьерра-дель-Кармен охраняется в биосферном заповеднике Мадерас-дель-Кармен как часть двухнациональных усилий по сохранению значительной части пустыни Чиуауа в Мексике и Техасе.